# Lucy Hobbs Taylor
Lucy Hobbs Taylor (Constable, Nueva York, 14 de marzo de 1833 – Lawrence, 3 de octubre de 1910) fue maestra de escuela y dentista, conocida por ser la primera mujer estadounidense en graduarse de la escuela de odontología (Colegio de Cirugía Dental de Ohio en 1866). En un principio, se le negó la admisión en el Eclectic Medical Institute de Cincinnati en Ohio por ser mujer. Debido a esto, un profesor del colegio accedió a ser su tutor y la animó a practicar la odontología. Con este objetivo, Hobbs intentó entrar en otra escuela de odontología, esta vez en la Universidad de Odontología de Ohio, pero de nuevo se le negó la admisión debido a su género. Desde allí, un graduado universitario accedió a ser su tutor, permitiéndole continuar sus estudios de odontología. En 1861, decidió abrir su propio consultorio en lugar de intentar entrar de nuevo en una universidad. Después de un año, Hobbs se mudó a Iowa y abrió un consultorio de odontología. Esto le permitió ser aceptada como dentista sin el diploma y formar parte de la Sociedad Dental del Estado de Iowa. Formar parte de esta sociedad significaba que también se desempeñaba como delegada del grupo en la Convención de Asociados Dentales Americanos, sólo tres años después de mudarse a Iowa. Con gran coincidencia, ese mismo año (1865) el Colegio de Odontología de Ohio decidió renunciar a la política que prohibía a las mujeres ser admitidas en la institución. Instantáneamente, Hobbs se inscribió como estudiante de último año gracias a la experiencia en odontología que había acumulado a lo largo de los años. Se graduó en 1866, convirtiéndose en la primera mujer en el mundo en graduarse en una facultad de odontología, y en recibir un doctorado en odontología.

## Trayectoria
Hobbs nació el 14 de marzo de 1833 en Constable, Nueva York. Era la séptima de un total de diez hijos. A los 12 años, consiguió un trabajo como costurera para mantener a sus hermanos. Posteriormente, asistió a la escuela y finalmente se graduó en la Academia Franklin de Nueva York, y comenzó a dar clase durante diez años en Michigan. En 1859, se mudó a Cincinnati y solicitó plaza en la escuela de medicina del Eclectic Medical Institute. A Hobbs se le negó la entrada debido a su género, pero pudo estudiar en privado bajo la supervisión de un profesor del centro. Posteriormente, solicitó la entrada en la Facultad de Odontología de Ohio y, cuando se le negó la admisión a la escuela de odontología, comenzó un programa de estudio privado con un profesor, el Dr. Jonathan Taft, del Colegio de Cirugía Dental de Ohio. Hobbs volvió a solicitar el ingreso en el programa de odontología, pero fue rechazada de nuevo. Como respuesta, abrió su propia consulta, permitiéndole practicar la odontología sin tener que obtener un diploma.
Después de estudiar odontología, Hobbs comenzó su propia práctica en Cincinnati en 1861. Pronto se mudó a Bellevue y luego a McGregor, Iowa, donde pasó tres años. En 1865, finalmente obtuvo el reconocimiento profesional y se le permitió unirse a la Sociedad Dental del Estado de Iowa, y fue enviada como delegada a la convención de la Asociación Dental Americana en Chicago. Ese noviembre, ingresó en el Ohio College of Dental Surgery como estudiante de último año, donde en febrero de 1866 obtuvo su doctorado en odontología, convirtiéndose en la primera mujer en el mundo en graduarse de una universidad dental, y en recibir un doctorado en odontología. Más tarde escribió: "La gente se sorprendió cuando se enteró de que una joven había olvidado tanto su condición de mujer como para querer estudiar odontología".
Hobbs se trasladó a Chicago donde conoció a James M. Taylor con quien se casó en abril de 1867, convirtiéndose en Lucy Hobbs Taylor. Convenció entonces a su marido de que también se dedicara a la odontología. Los dos se trasladaron a Lawrence, Kansas, donde tuvieron una clínica muy grande y exitosa, hasta que James Taylor murió en 1886. Tras la muerte de su marido, Hobbs dejó la práctica odontológica pero se volvió más activa en política, haciendo campaña para conseguir más derechos para las mujeres, hasta su propia muerte el 3 de octubre de 1910. En su época de dentista, Hobbs abrió nuevas puertas a muchas mujeres en el futuro, especialmente en el campo de la medicina. Ella creía que su viaje se había completado "haciendo posible que las mujeres fueran reconocidas en la profesión dental en igualdad de condiciones que los hombres".

## Legado
Para 1900, casi mil mujeres habían seguido a Hobbs en odontología, un aumento que muchos atribuyen en gran medida a sus logros. En 1983, la Asociación Americana de Mujeres Dentistas honró a Hobbs estableciendo el Premio Lucy Hobbs Taylor, que ahora presenta anualmente a los miembros de la AAWD en reconocimiento de la excelencia profesional y los logros en el avance del papel de la mujer en la odontología.

### Citas
1. ↑  «Missouri Women in the Health Sciences - Health Professions - "Women in Dentistry" by E.N. King».
2. ↑  «Lucy Hobbs Taylor         - Kansapedia - Kansas Historical Society». www.kshs.org (en inglés). Consultado el 1 de diciembre de 2017.
3. 1 2 3 4 5 6 7  «Dr. Lucy Hobbs Taylor: A Lawrence, Kansas Pioneer in the History of Women in Dentistry| The Watkins Community Museum of History | Douglas County Kansas». www.watkinsmuseum.org. Archivado desde el original el 2 de diciembre de 2017. Consultado el 10 de febrero de 2020.
4. 1 2  «Missouri Women in the Health Sciences - Health Professions - "Women in Dentistry" by E.N. King». Beckerexhibits.wustl.edu. Consultado el 4 de agosto de 2012.
5. 1 2 3  Prichard, Denise. «Lucy Hobbs Taylor -  Spear Education». www.speareducation.com (en inglés). Consultado el 1 de diciembre de 2017.
6. 1 2  Loevy, Hannelore T.; Kowitz, Aletha A. (1 de abril de 1998). «How the Middle West was won: women enter dentistry». International Dental Journal (en inglés) 48 (2): 89-95. ISSN 1875-595X. PMID 9779089. doi:10.1111/j.1875-595X.1998.tb00466.x.
7. 1 2  "Lucy Hobbs Taylor, First Female Dentist" Accessed 25 May 2006.
8. ↑  "Lucy Hobbs Taylor" Archivado el 13 de noviembre de 2005 en Wayback Machine. Accessed 25 May 2006.
9. ↑  «Archived copy». Archivado desde el original el 2 de abril de 2012. Consultado el 4 de agosto de 2012.
10. ↑  "Lucy Hobbs Taylor" Archivado el 20 de agosto de 2008 en Wayback Machine.. Celebrating Women's History Month.  Accessed 25 May 2006.
11. ↑  «2017 Lucy Hobbs Taylor Award Presented to Dr. Maxine Feinberg». Amelia Island, Florida: American Association of Women Dentists. Archivado desde el original el 13 de marzo de 2018. Consultado el 10 de febrero de 2020.